# Frida Kahlo-museet
Frida Kahlo-museet (spanska: Museo Frida Kahlo) är ett museum i stadsdelen Coyoacán i Mexico City tillägnat den mexikanska konstnären Frida Kahlo. Det ligger i det hus som hennes far, Guillermo Kahlo, lät bygga och som senare blev hennes och maken Diego Riveras bostad.

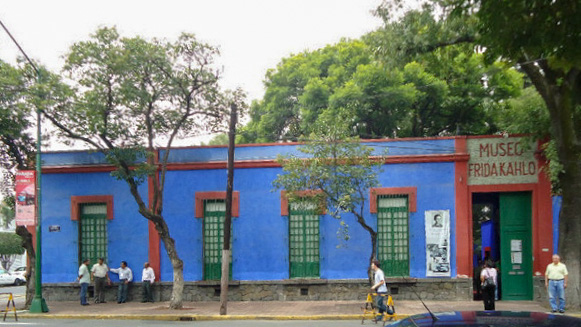
Frida Kahlo-museet.

Frida Kahlo föddes i familjen Kahlos hus 6 juli 1907 och bodde där tills hon gifte sig 1929, samt från 1936 till sin död 1954 tillsammans med sin man. Huset blev museum 1959 efter Diego Riveras död.

## Det blåa huset
Det blåa huset (La Casa Azul), som har fått sitt namn av den koboltblåa färgen på ytterväggarna, har byggts runt en innergård med planteringar.

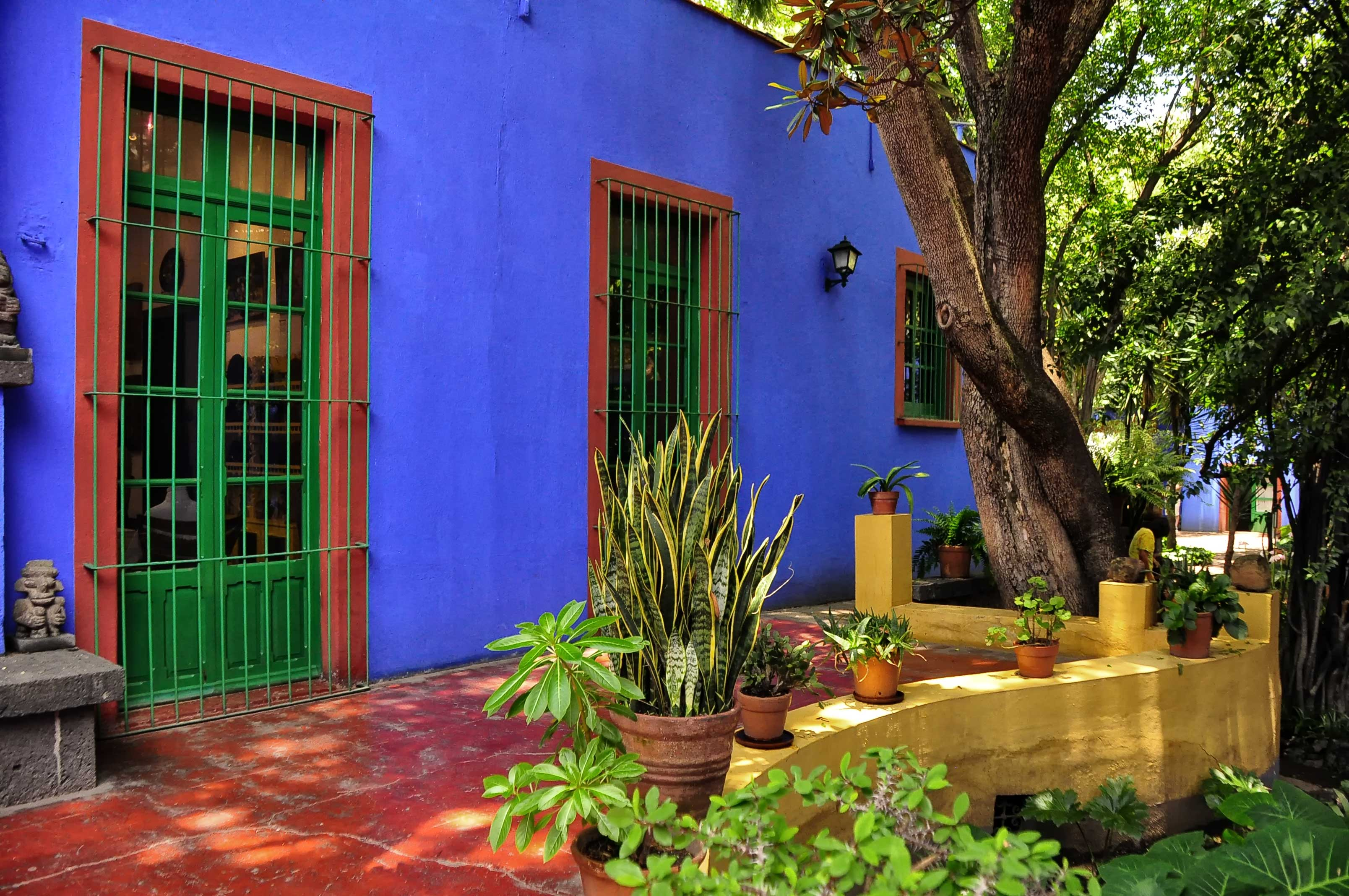
Museets innergård.

Tre av sidorna är de ursprungliga från 1904 och den fjärde, som Rivera lät bygga i grå natursten, tillkom år 1946. Det 800 m2 stora huset har två våningar och innehåller sovrum, ateljé, vardagsrum, matsal och ett stort kök.
Lev Trotskij bodde tillsammans med Kahlo och Rivera i blåa huset under en period i slutet av 1930-talet innan han flyttade till ett eget hus i Coyoacán som nu är museum.

## Museet

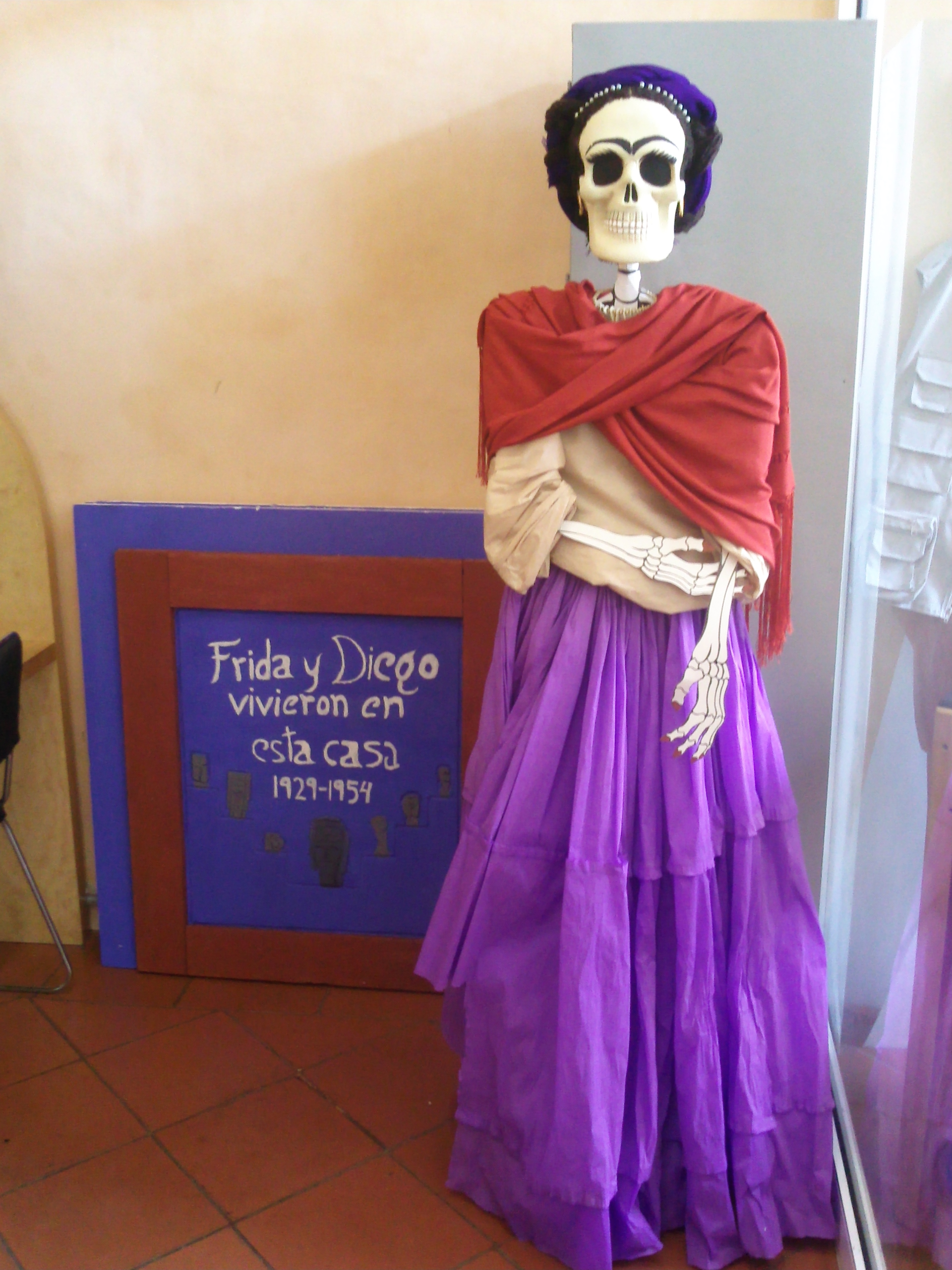
Frida Kahlo på de dödas dag.

Museet är inrett som ett borgerligt hem från 1950-talet och innehåller några av  Frida Kahlos och Diego Riveras konstverk samt delar av parets samlingar av mexikanskt konsthantverk och precolombianska figuriner. Rummen är fyllda med fotografier, minnessaker och personliga tillhörigheter. 
Femton år efter Riveras död öppnades flera låsta utrymmen i huset, med mer än 22 000 dokument, 5 000 fotografier, böcker, tidskrifter och personliga tillhörigheter, som kastar nytt ljus över Frida Kahlos konstnärskap.